# Frankford Yellow Jackets

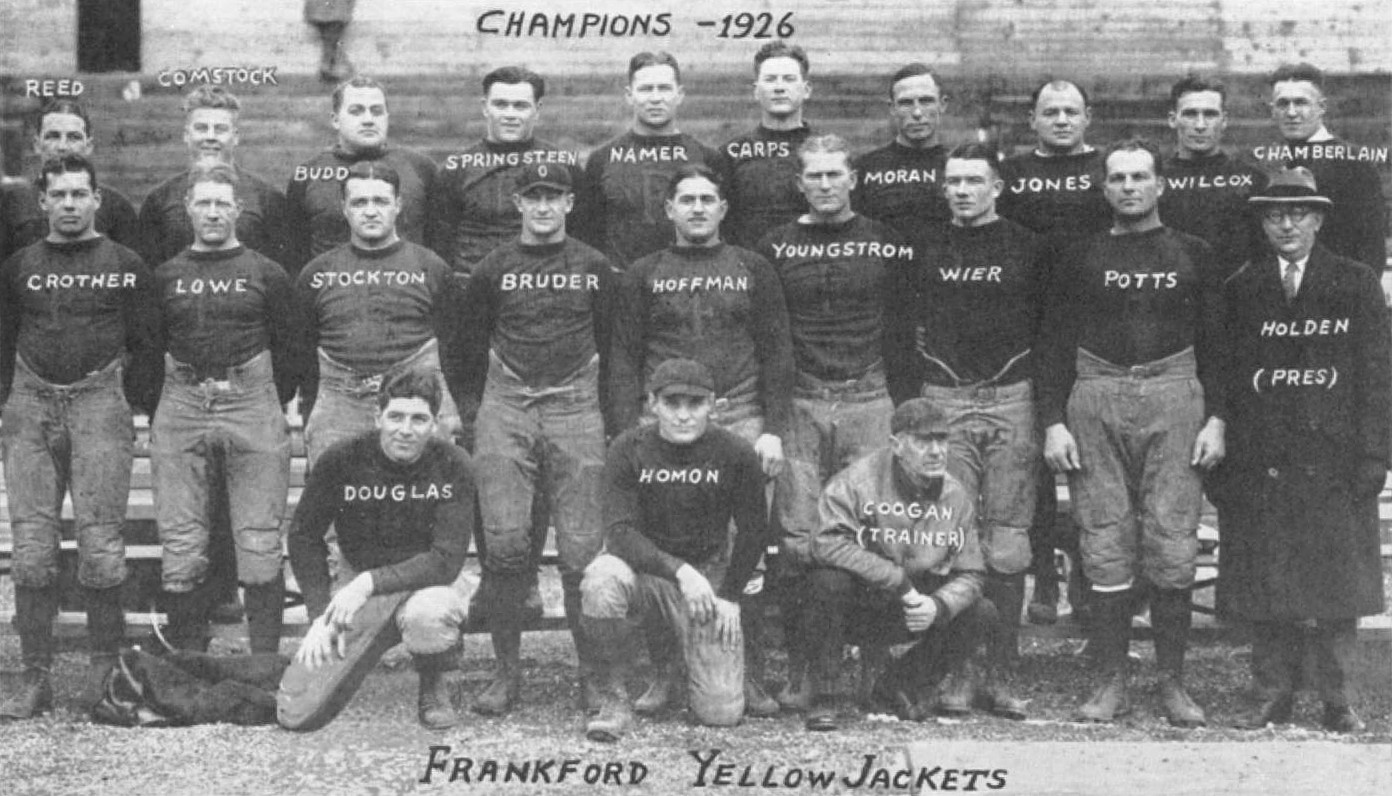
Yellow Jackets - 1926

I Frankford Yellow Jackets sono stati una squadra professionistica di football americano con sede a Frankford, nei dintorni di Philadelphia, che disputò nella National Football League le stagioni dal 1924 al 1931 durante la quale venne sciolta per problemi finanziari.
La squadra vinse il campionato NFL 1926.

## Giocatori importanti

### Membri dellaPro Football Hall of Fame
Quello che segue è l'elenco delle personalità che hanno fatto parte dei Frankford Yellow Jackets che sono state ammesse nella Pro Football Hall of Fame con l'indicazione del ruolo ricoperto nella squadra, il periodo di appartenenza e la data di ammissione (secondo cui è stato ordinato l'elenco).
- William R. Lyman, tackle nel 1925, ammesso nel 1964
- Guy Chamberlin, defensive end nel 1925 e 1926, ammesso nel 1965.